# Três Passos
Três Passos é um município brasileiro do estado do Rio Grande do Sul. No ano de 2022, a população era composta por 25 436 moradores, sendo então o 85º mais populoso do estado e o mais populoso dentre os 21 municípios da Região Celeiro.

## História
O primeiro vestígio da formação do município de Três Passos deve ser buscado no ano de 1879, quando da construção da Colônia Militar do Alto Uruguai. Nesta época, o Império do Brasil buscava sua afirmação como dono das terras meridionais no mesmo contexto de aquisição definitiva das Missões jesuíticas.
Criada pelo Decreto Imperial nº 7221, de 15 de janeiro de 1879, a Colônia tinha como função guardar as terras do Noroeste, bem como vigiar o território e a Picada Geral, estrada que ligava-a ao município de Palmeira das Missões.
Distante 35 quilômetros da Colônia no sentido sul, foi construído em 1882, uma casa de guarda avançada que tinha como incumbência vigiar e proteger a precária estrada. Este local fora escolhido por contar com três córregos de água potável que serviam a homens e animais, recebendo a todos os viajantes com hospitalidade e a generosidade de uma terra profícua e abundante. Chamado inicialmente de “Pouso dos três passos”, é neste local que mais tarde surgirá uma cidade moderna com a marca da amizade e hospitalidade em seu seio.
Nas terras ao redor do “pouso”, vai formando-se um povoado com pessoas atraídas pela fertilidade da terra, bom clima para a agricultura como também pela distribuição e comercialização de colônias de terras a bom preço.
A povoação era servida por telégrafo, que interligava Palmeiras das Missões/Colônia Três Passos/Alto Uruguai. A principal estrada também passava pelo povoado, sendo fator de expansão da colonização através do sertão.
A partir de 1933, o crescimento econômico e populacional da Colônia Três Passos faz com que as autoridades municipais de Palmeira das Missões transformem-na no 5º Distrito. Feito este ato, o povoado segue recebendo colonizadores, principalmente alemães que, vindos de áreas anteriormente ocupadas, buscavam terras no Noroeste, interiorizando a colonização germânica rumo às novas terras e novas oportunidades.
Com o trabalho dos colonos e o conseqüente crescimento da Colônia, surge a oportunidade de transformá-la em cidade. Na verdade, a necessidade de criação de novos municípios se faz fundamental dentro da política nacional e internacional. Viviam-se os anos iniciais da década de 40 e o espectro da Segunda Guerra Mundial assombrava a todos, preocupando as autoridades estaduais e federais. As colônias de origem imigrante (alemãs e italianas) até então tinham crescido sem serem lembradas pelo poder público.
Para garantir a integridade do território e evitar manifestações de apoio ao Eixo, as autoridades decidem-se pela criação de inúmeros novos municípios. Tratava-se de levar autoridade  até as colônias. A história da formação da comunidade de Três Passos não é diferente de qualquer outra localidade que contou com a participação do imigrante na definição de um núcleo populacional com importância regional.
A 28 de dezembro de 1944, sob decreto lei nº 716, assinado pelo general Ernesto Dornelles, foi criado o 92º município do estado do Rio Grande do Sul, Três Passos.

## Geografia
Localiza-se a uma latitude 27º27'20" sul e a uma longitude 53º55'55" oeste, estando a uma altitude de 451 metros. Sua população no ano de 2022 era de 25 436 habitantes.

## Subdivisões

### Distritos
| Distrito        | População |
| --------------- | --------- |
| Alto Erval Novo | 602       |
| Bela Vista      | 1679      |
| Floresta        | 1054      |
| Padre Gonzales  | 3468      |
| Santo Antônio   | 626       |
| Três Passos     | 17227     |

## Língua regional
Assim como em muitos municípios do estado do Rio Grande do Sul a língua alemã em sua variante riograndense faz parte intrínseca da própria história de Três Passos, desde os primórdios de sua fundação. O dialeto falado na região chama-se o Riograndenser Hunsrückisch, possuindo ele vários outros nomes informais como Hunsrücker-Deitsch, Kolonie-Deitsch, Deitsch, etc.; sendo ele uma variante do dialeto prevalente na região do Hunsrück e redondezas, no sudoeste da Alemanha. (Nota: Termos-chave de linguística para consulta são: Rheinfränkisch ou franco-renano e Westmitteldeutsch ou Alemão médio-ocidental). O alemão-riograndense faz parte do grupo de dialetos pertencentes ao tronco linguístico frâncico (i.e. Alemão da pensilvânia, Luxemburguês, de:Lothringisch (Fränkisch) (em francês: le francique lorrain), etc.); observe-se que para falantes nativos destas línguas, elas possuem um alto grau de inteligibilidade entre si. A maioria dos falantes desta língua minoritária sulbrasileira vivem no Rio Grande do Sul, concentrados em duas grandes zonas de colonização alemã, na chamada Altkolonie ou região antiga de colonização alemã e na Neikolonie (no alemão-padrão: Neukolonie), ou no Noroeste do estado, onde está situado o município de Três Passos.
Em 2012 a Câmara de Deputados do Rio Grande do Sul aprovou em voto unânime o reconhecimento oficial do dialeto alemão-riograndense como parte integral do patrimônio cultural do estado.